# Joaquim José Hermann de Tautphoeus
Joaquim José Hermann de Tautphoeus (nome original em alemão: Jakob Joseph Hermann von Tautphoeus) foi educador, professor catedrático de alemão, grego e história do Colégio Pedro II, em 1847 e era conhecido como o Barão de Tautphoeus. Foi também matemático e historiador.

## Biografia
O barão de Tautphoeus – Jakob Joseph Hermann von Tautphoeus – nasceu em 22 de setembro de 1814 em Ingolstadt, Alemanha. Foi educador, professor de alemão no Colégio Pedro II e no Ateneu Fluminense, matemático e historiador. Escreveu Manual de História Moderna e Resumo de História Contemporânea.
Fundou em Petrópolis (RJ), no ano de 1851, e em parceria com João Pandiá Calógeras em 1851, o renomado "Colégio dos Meninos", escola onde Joaquim Nabuco estudou.
Foi também um assíduo colaborador da imprensa no Rio de Janeiro.
Faleceu em 27 de fevereiro de 1890 no Rio de Janeiro (RJ).

## Genealogia
Barão de Tautphoeus pertencia à uma nobre família alemã na Baviera. Era filho de Johann Friedrich Jakob von Tautphoeus e de Susanne Josepha Theresia von Scherer (conhecida como "Susanna von Scherer auf Hohenkreuzberg"). Foi batizado no dia 26 de setembro de 1814 na igreja católica St. Moritz, Ingolstadt, Bavaria, Alemanha. Casou-se com Camilla Casolani Xuereb, filha de Jean-Baptiste Xuereb (ou Giovanni Battista Xuereb) e Susanna Casolani, em data e local desconhecidos. Teve uma única filha, que se chamou Marianna von Tautphoeus, provavelmente nascida em Paris em ano desconhecido. Marianna de Tautphoeus (como ficou conhecida no Brasil) se casou com o proeminente Capitão Eduardo Bello de Araújo, de origem portuguesa, e teve ao menos seis filhos com ele: José Hermann de Tautphoeus Bello, Hermínia de Tautphoeus Bello, Maria Eduardina de Tautphoeus Bello, Marianna de Tautphoeus Bello, Eurico de Tautphoeus Bello e Eduardo de Tautphoeus Bello.

## Livros escritos
- Manual de História Moderna, em colaboração com o professor J. A. G. da Silva.[4]